# Аутлук (Монтана)
Аутлук (енгл. Outlook) град је у америчкој савезној држави Монтана.

## Демографија
По попису из 2010. године број становника је 47, што је 35 (-42,7%) становника мање него 2000. године.
| Група             | 2000.      | 2010.      |
| Белци             | 78 (95,1%) | 45 (95,7%) |
| Афроамериканци    | 0 (0,0%)   | 0 (0,0%)   |
| Азијати           | 0 (0,0%)   | 0 (0,0%)   |
| Хиспаноамериканци | 2 (2,4%)   | 0 (0,0%)   |
| Укупно            | 82         | 47         |